# Back from Nowhere
Back from Nowhere is een Engelstalige single van de Belgische band The Paranoiacs uit 1999.
De single had geen andere nummers.
Het nummer verscheen op het album 7 Day Weekend uit 1999.

## Meewerkende artiesten
- Producer
  - Frank Van Bogaert
- Muzikanten
  - Hans Stevens (zang, gitaar)
  - Axl Peleman (basgitaar)
  - Jonas Maes (gitaar)
  - Raf Stevens (elektronisch orgel)
  - Stef De Rijcke (drums)